# Mari Törőcsik
Dans le nom hongrois Törőcsik Mari, le nom de famille précède le prénom, mais cet article utilise l’ordre habituel en français Mari Törőcsik, où le prénom précède le nom.
Mari Törőcsik, née Marián Törőcsik le 23 novembre 1935 à Pély et morte le 16 avril 2021, est une actrice hongroise de théâtre et de cinéma.

## Biographie
Mari Törőcsik est diplômée de la Színház- és Filmművészeti Főiskola (École supérieure d'art dramatique et cinématographique) de Budapest en 1958.
Elle est lancée grâce à Un petit carrousel de fête (Körhinta, 1956) de Zoltán Fábri, présenté à Cannes. 

À Cannes en 1971, elle a  obtenu une mention spéciale dans la catégorie Un Certain Regard pour son interprétation dans Amour (Szerelem) de Károly Makk.

Elle a remporté le prix d'interprétation féminine au Festival de Cannes 1976 pour le rôle titre dans Où êtes-vous madame Déry ? (Déryné, hol van ?) de Gyula Maár et a été nommée Acteur de la nation hongroise.

## Filmographie
- 1955 : Un petit carrousel de fête (Körhinta) de Zoltán Fábri
- 1957 : Deux vœux (Két vallomás) de Márton Keleti
- 1957 : Fleur de fer (Vasvivag) de Janos Hersko
- 1958 : Le Parapluie de Saint Pierre (Szent Péter esernyője) de Frigyes Bán
- 1958 : Anna (Édes Anna) de Zoltán Fábri, d'après le roman de Dezső Kosztolányi
- 1964 : Alouette (Pacsirta) de László Ranódy
- 1969 : Les Garçons de la rue Paul (A Pál utcai fiúk) de Zoltán Fábri
- 1970 : Une nuit de folie (Egy őrült éjszaka) de Ferenc Kardos
- 1971 : Amour de Károly Makk
- 1972 : Paysage mort (Holt vidék) de István Gaál
- 1974 : Jeux de chat (Macskajáték) de Károly Makk
- 1975 : Où êtes-vous madame Déry ? (Déryné hol van?) de Gyula Maár
- 1983 : Daniel prend le train (Szerencsés Dániel) de Pál Sándor
- 1989 : Music Box  de Costa-Gavras
- 1997 : Long crépuscule (Hosszú alkony) de Janisch Attila (hu)

## Décoration
- Commandeur de l'ordre du Mérite hongrois

## Prix et récompenses
- Prix Kossuth (1973 et 1999)